# Lupa Capitolina
A Loba Capitolina é uma escultura de bronze, mantida em uma das salas nos Museus Capitolinos, de dimensões aproximadamente naturais que representa a loba das narrativas romanas sobre a fundação de Roma. É tradicionalmente considerada como uma peça da arte etrusca, mais precisamente do escultor Vulca de Veios, que teria sido fundida no curso inferior do rio Tibre e que permaneceu em posse de Roma desde a Antiguidade.
Estudos recentes encabeçados pela Universidade de Salento demonstraram, através do uso de datação por radiocarbono, que é uma obra feita na Idade Média, mais precisamente entre os séculos XI-XII, quando surgiram técnicas que permitiam a fusão de obras de bronze desse tamanho em uma única peça; entretanto, em uma conferência sobre o assunto a maioria dos estudiosos defendeu a antiguidade da obra e sua origem etrusca, e os testes de termoluminescência deram resultados variados, não havendo ainda consenso quanto a uma datação revisada, ainda mais que o chumbo encontrado na liga de bronze foi traçado a uma mina que não é conhecida como tendo atividade medieval. Na estátua foi anexada uma outra peça, atribuída a Pollaiuolo, no século XV, figurando Rômulo e Remo sendo alimentados. Esta parte sim sabe-se que é tardia, da Renascença, e que foi anexada em 1471, quando o bronze foi doado pelo Papa Sisto IV à cidade de Roma e transferido do Latrão ao Capitolino.

## História

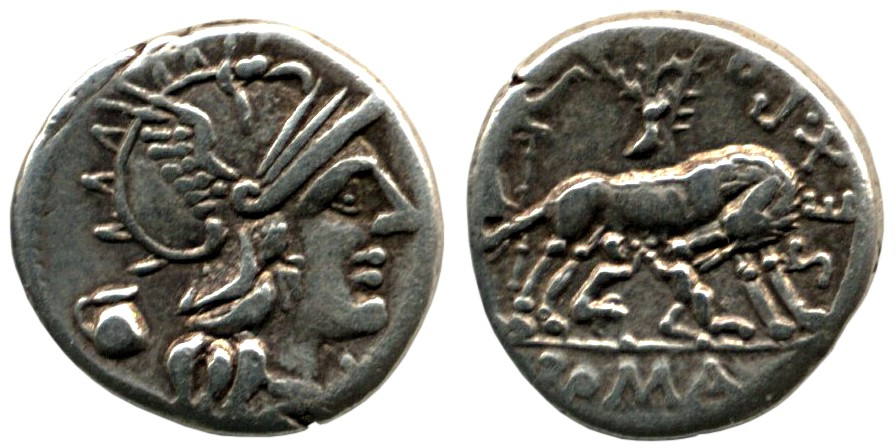
Lupa Capitolina amamentando Rômulo e Remo em frente da Figueira Ruminal, denário de Sexto Pompeu, c.

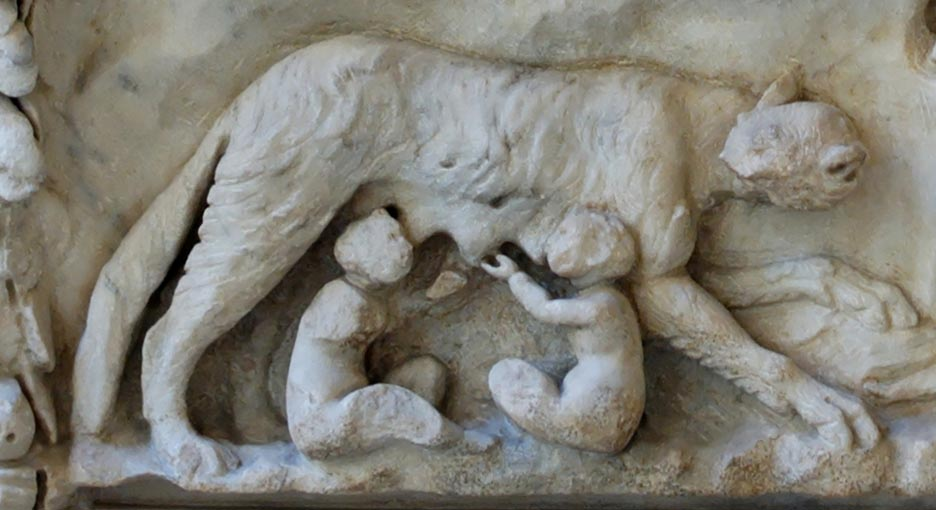
Lupa Capitolina e Rômulo e Remo, detalhe de alto-relevo de um pedestal datado do reinado do imperador Trajano r.

A lupa romana é um tema muito popular em medalhas, moedas, joias, relevos, mosaicos, etc., especialmente no Império Romano. A loba foi inicialmente retratada sem os gêmeos, mas a partir do século III a.C. a representação da loba amamentando os gêmeos tornou-se comum. A atitude da Lupa Capitolina de girar a cabeça para trás com ela sentada enquanto os gêmeos se amamentam é um modelo para a maioria das versões posteriores do motivo. A lupa romana é um símbolo para a origem divina do fundador de Roma, Rômulo, o filho do deus da guerra Marte, e a reivindicação da eternidade (em latim: aeternitas), da cidade e do império.

### Lenda
Segundo as narrativas em Alba Longa, cidade fundada pelo herói troiano Eneias, o rei local Numitor foi vítima de um estratagema de seu irmão, Amúlio. Amúlio de modo a apossar-se do trono da cidade prendeu Numitor, matou todos os seus varões e obrigou sua sobrinha, Reia Sílvia a tornar-se uma sacerdotisa vestal, dedicada à deusa Vesta, o que implicaria que ela deveria manter-se casta. No entanto, Reia Sílvia acabou por ter dois filhos de Marte (deus romano da guerra), os irmãos Rômulo e Remo. Ao descobrir a verdade, Amúlio prendeu Reia e ordenou que seus filhos fossem jogados no rio Tibre. Como um milagre, o cesto onde estavam as crianças acabou atolando numa das margens do rio no sopé do monte Palatino onde foram encontrados por uma loba que os amamentou. Tempos depois, um pastor de ovelhas chamado Fáustulo encontrou os meninos próximo da Figueira Ruminal (Ficus Ruminalis), na entrada de uma caverna chamada Lupercal. Ele os recolheu e os levou para sua casa onde foram criados por sua mulher Aca Larência.
Anos depois, durante um assalto a uma caravana, Remo foi preso e levado para Alba Longa. Neste momento Fáustulo revelou a verdade a Rômulo que partiu para a cidade onde matou Amúlio e libertou seu avô Numitor e sua mãe. Os gêmeos decidiram então partir da cidade juntos com todos os indesejáveis para fundarem uma nova cidade no local onde haviam sido deixados. Rômulo queria chamá-la Roma e edificá-la no Palatino, enquanto Remo desejava nomeá-la Remora e fundá-la sobre o Aventino. No meio das discussões subsequentes, Rômulo matou seu irmão e fundou sua cidade, Roma.

### Representações históricas

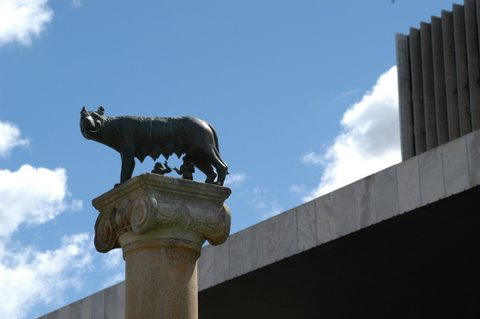
Miniatura presenteada pela Itália ao Brasil

Entre os textos de autores clássicos pode-se notar referências acerca de grupos escultórios representando a loba capitolina e os gêmeos. No monte Palatino, próximo da Figueira Ruminal, localizava-se uma estátua da Lupa Capitolina que em 296 a.C. recebeu dos edis curuis Cneu e Quinto Ogúlnio Galo as imagens de Rômulo e Remo como bebês lactantes sob suas tetas; possivelmente pode ser esse grupo de esculturas que é representado em moedas, bem como pode ser o modelo utilizado para fazer a versão medieval em bronze. Um segundo grupo escultórico foi identificado por Dionísio de Halicarnasso durante o festival da Lupercália, possivelmente datado do período da restauração da caverna de Augusto. Um terceiro grupo localizava-se no Capitólio e, assim como outras esculturas situadas em pilares no local, foram derrubadas durante uma tempestade que se abateu sobre Roma em 65 a.C.
No século X, numa crônica (Chronicon) do monge Benedito do monte Soratte, a Lupa Capitolina é mencionada como adorno da fachada do palácio de Latrão, local onde esteve até 1450. Paolo di Liello relata que certa vez quando as mãos de dois assaltantes foram cortadas, elas foram penduradas na imagem da loba.
Atualmente diversos países como Romênia, Moldávia, França, Estados Unidos, Austrália, Espanha, Japão, Itália, Argentina e Brasil possuem réplicas da escultura da Idade Média. No caso do Brasil a réplica adorna os jardins do Palácio do Buriti, em frente ao Eixo Monumental, tendo esta sido um presente do governo italiano por ocasião da inauguração de Brasília. É uma estátua de bronze fundido colocada sobre um capitel jônico feito em granito rosa, que pertencia à coleção do Antiquarium Comunale.